# Tienet
Tienet (în arabă تيانت) este o comună din provincia Tlemcen, Algeria.
Populația comunei este de 4.493 de locuitori (2008).